# A Second Helping

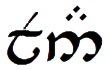
이 음반에서 사용되기 시작한 로고.

《A Second Helping》은 미국의 가수 박정현의 두 번째 정규 음반이다. 1999년 3월 3일에 발매되었다. 가사와 작사·작곡가 등의 곡 정보가 수록된 앨범 속지에 더해서 24쪽의 사진집 소책자를 포함한 패키지로 출시되었다. 박정현의 영어 이름 “Lena”를 엘프어 문자인 텡과르로 표기한 로고가 쓰이기 시작했다.
윤종신, 노영심, 하림(河琳) 등 첫 번째 앨범 《Piece》보다 더 많은 수의 음악가들이 기여를 했으며, 박정현이 직접 작사 또는 작곡한 곡의 수도 더 많아졌다.

## 수록곡
| #             | 제목                         | 작사          | 작곡           | 편곡                | 재생 시간 |
| ------------- | ---------------------------- | ------------- | -------------- | ------------------- | --------- |
| 1.            | 夢中人 (몽중인) (〈후속곡〉) | 윤종신        | 하림(최하림)   | 하림(최하림)        | 4:40      |
| 2.            | 눈에 뭐가                    | MGR(박용찬)   | MGR(박용찬)    | MGR(박용찬)         | 4:40      |
| 3.            | 편지할게요 (〈타이틀 곡〉)   | 노영심        | 김형석         | 김형석              | 4:40      |
| 4.            | 전야제                       | 윤종신        | 윤종신, 이근호 | 윤종신              | 4:48      |
| 5.            | 우리가 보여                  | 이지은        | 김덕윤         | 김형석              | 4:20      |
| 6.            | 고백                         | 이지은        | 박정현         | 박인영              | 4:05      |
| 7.            | 친구처럼                     | 조은희        | 김덕윤         | 황세준              | 4:00      |
| 8.            | 이별 후 시작                 | 강지훈        | 하림(최하림)   | 하림(최하림)        | 3:45      |
| 9.            | 다신 없겠죠?                 | 노영심        | 이현정         | 김형석              | 4:18      |
| 10.           | 이젠 돌려줄께                | MGR(박용찬)   | 박정현         | MGR(박용찬), 황성제 | 4:15      |
| 11.           | 바람에 지는 꽃               | 김윤아        | MGR(박용찬)    | MGR(박용찬), 황성제 | 5:00      |
| 12.           | Ordinary                     | 박정현        | 박정현         | 박정현              | 5:50      |
| 총 재생 시간: | 총 재생 시간:                | 총 재생 시간: | 총 재생 시간:  | 총 재생 시간:       | 54:21     |